# Melchor Martínez
Fray Melchor Martínez de Urquiza O.F.M. (1762-1840) fue franciscano y cronista español destacado durante la revolución independentista chilena.

## Llegada a Chile
Nació en la parroquia de Santo Tomé de Monteagudo, Arteijo, pero prontamente se embarcó a América debido a su carácter de padre franciscano. Sus primeros años en el continente los pasó en el Virreinato del Perú, pero después fue trasladado al colegio que su orden poseía en Chillán, Chile. Fue allí en donde por más de veinte años se dedicó a predicar, hacer misiones y vivir junto a la comunidad mapuche. Fue debido a su larga estadía entre la comunidad mapuche lo que le acarreó buenos dividendos, como el dominio de su lengua y una relación estrecha con los indígenas, pero a la vez, debido a la vida primitiva que vivía con ellos en sus largas estancias misioneras, le produjeron un reumatismo en una pierna, por lo cual pidió a sus superiores de la orden ser transferido.

## Inicios de la Revolución
Fue transferido a Santiago en donde el clima no era tan rudo en 1805. En 1809 fue designado capellán de la hacienda de Bucalemu, situada no lejos de la desembocadura del río Maipo. Pero sus obligaciones en este nuevo cargo no le impedían trasladarse con relativa frecuencia a Santiago, logrando de este modo ser testigo presencial del proceso revolucionario iniciado en septiembre de 1810. Partidario por nacimiento y por convicción del antiguo régimen, se declaró desde sus inicios enemigo decidido del movimiento juntista.

## La reconquista
Tras la reconquista, se convirtió en consejero personal de Mariano Osorio, y el 31 de julio obtuvo una Real Orden que le permitía escribir sus memorias de la revolución chilena. Sin embargo, sabía que su labor podría ser entorpecida al estar muy encima los hechos y al pulular aún por ahí muchas personalidades con poder que habían participado en el movimiento, por lo cual solicitó a Osorio un traslado a España. Sin embargo, debido al traslado de este a Perú y la llegada de Casimiro Marcó del Pont le impidieron salir del país, pues este último lo retuvo en el cargo de secretario personal. Se mantuvo en el país hasta 1817, cuando las tropas realistas fueron derrotadas en Chacabuco. Tras ello debió escapar del país y se puso en rumbo a Lima, en donde fue acogido por su amigo Mariano Osorio.

## La fallida reconquista y sus últimos días
Cuando Osorio fue enviado nuevamente a la reconquista de Chile, Martínez fue el capellán militar que iba junto a las tropas. Tras la nueva derrota realista en Maipú, Martínez salvó a Osorio de caer en manos patriotas, pues lo llevó por los senderos que él conocía hacia Bucalemu. Osorio después de unos días se dirigió a Talcahuano, pero en el trayecto Martínez fue hecho prisionero y enviado a San Luis de Cuyo con un gran número de prisioneros realistas que habían sido tomados en las acciones de Chacabuco y Maipú. En San Luis permaneció hasta 1820; pocos años más tarde se le trasladó a Mendoza, en donde permaneció hasta 1825, año en que consiguió por fin el ansiado permiso para regresar a España después de siete años de cautiverio, efectuándolo por la vía de Buenos Aires. En la Península se estableció en Burgos, falleciendo por 1840.

## Obra
- Memoria Histórica Sobre la Revolución de Chile Desde el Cautiverio de Fernando VII Hasta 1814. Escrita por Orden del Rey por Fray Melchor Martínez.